# GM A-platform (FWD)
Het GM A-platform (FWD) was een autoplatform van het concern General Motors tussen 1982 en 1996. Het platform werd gebruikt voor de voorwielaangedreven middenklassemodellen van Chevrolet, Pontiac, Oldsmobile en Buick. 

## Modellen op het GM A-platform (FWD)
- 1982-1990: Chevrolet Celebrity
- 1982-1991: Pontiac 6000
- 1982-1995: Oldsmobile Cutlass Ciera
- 1996: Oldsmobile Ciera
- 1982-1996: Buick Century